# Phat kaphrao
Phat kaphrao (tiếng Thái: ผัดกะเพรา, phát âm [pʰàt kā.pʰrāw]; dịch thịt xào lá hương nhu trắng), cũng được đọc là pad krapow, kaprao, là một trong những món ăn phổ biển của nền ẩm thực Thái Lan.

## Lịch sử ra đời

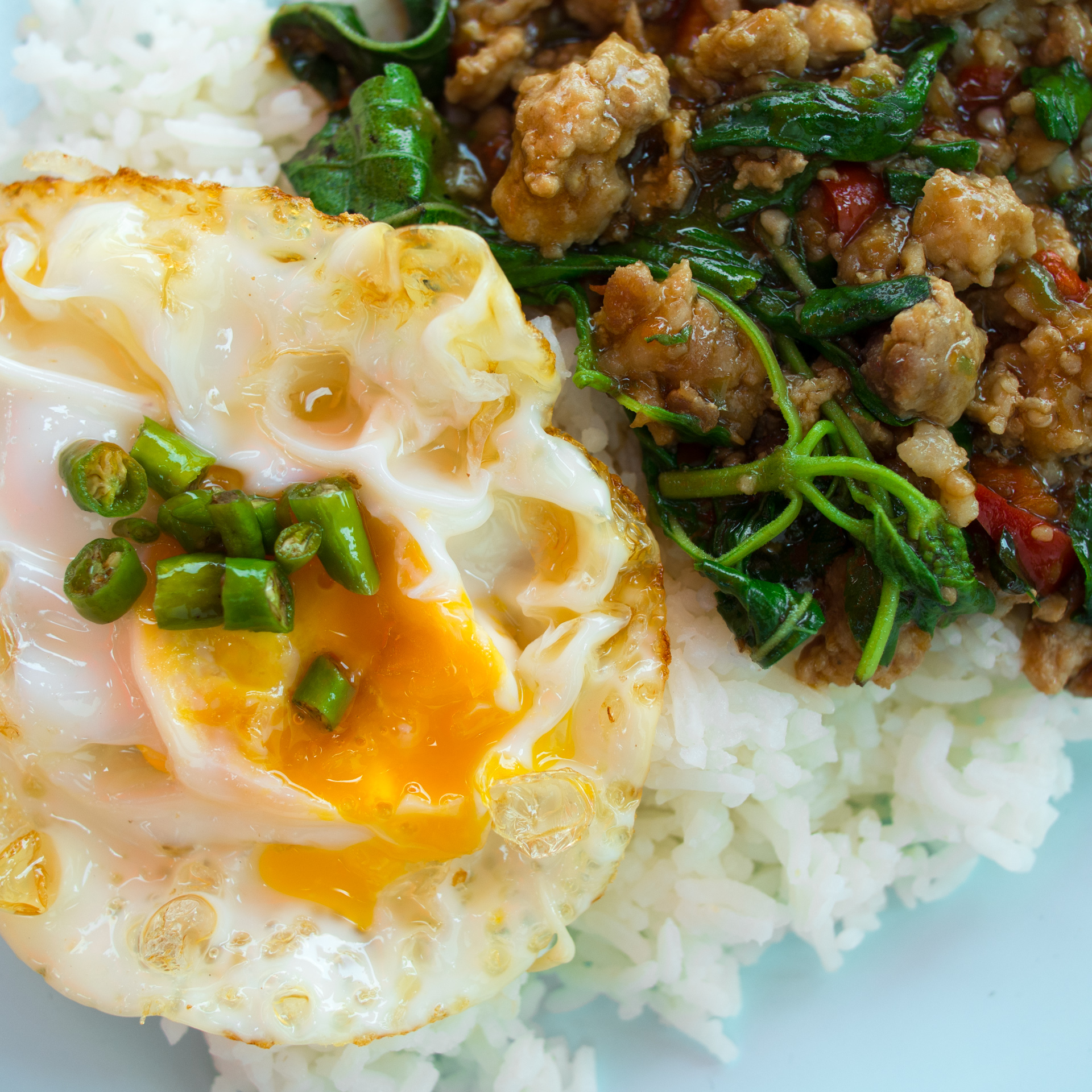
Phat kaphrao mu sap được ăn kèm với cơm và một quả trứng ốp la

Theo một số tài khoản, phat kaphrao  đã được đưa vào  với tư cách là một phần của nhiệm vụ văn hóa Thái Lan của thống chế Plaek Phibunsongkhram trong Chiến tranh thế giới thứ hai. Phat kaphrao, cũng như Pad Thái, là một trong những món ăn được quảng bá trong các cuộc thi ẩm thực địa phương của Thái Lan.
Phat kaphrao được truyền cảm hứng bởi phương pháp xào trong nền ẩm thực Trung Quốc. Phat Kraphao là một ví dụ hoàn hảo về sự cân bằng giữa các hương vị trong nền ẩm thực Thái Lan, bao gồm vị ngọt, mặn và cay.
Một trong số 4 người sống sót đầu tiên sau cuộc giải cứu hang Tham Luang đã yêu cầu món phat kaphrao như một bữa ăn hoàn hảo đầu tiên sau hai tuần bị mắc kẹt trong hang.

## Nguyên liệu
Phat kaphrao bao gồm các loại thịt như thịt lợn, thịt gà, thịt bò và hải sản xào với hương nhu trắng và tỏi. Nó được ăn kèm với cơm và phủ lên trên bằng trứng ốp la (tùy chọn) hoặc khai dao (tiếng Thái: ไข่ดาว). Các loại gia vị chính bao gồm nước tương, nước mắm, dầu hào (tùy theo khẩu vị), đường mía và ớt hiểm.
Có một dạng biến thể của món này khi lá hương nhu trắng (กะเพรา) được thay thế bằng lá húng quế (โหระพา), gọi là pad horapha (ผัดโหระพา).
Theo thời gian, phat kaphrao đã phát triển với việc bổ sung các nguyên liệu khác như trứng vịt bắc thảo và các loại rau địa phương của Thái Lan, cụ thể là đậu đũa, ngô bao tử, hành tây, cà rốt, ớt chuối, nấm, cải rổ, măng và măng dừa. Tuy nhiên, việc thêm rau vào phat kaphrao cũng được coi là một nỗ lực nhằm giảm giá thành của thịt và tăng tỷ suất lợi nhuận của các nhà cung cấp thực phẩm.

## Biến thể
Các biến thể phổ biển của món Phat kaphrao bao gồm:
- Phat kaphrao kai (ผัดกะเพราไก่) – Thịt gà xào hương nhu trắng
- Phat kaphrao mu (ผัดกะเพราหมู) – Thịt lợn xào hương nhu trắng
- Phat kaphrao mu sap (ผัดกะเพราหมูสับ) – Thịt lợn băm xào hương nhu trắng
- Phat kaphrao tap mu (ผัดกะเพราตับหมู) – Gan lợn xào hương nhu trắng
- Phat kaphrao mu krop (ผัดกะเพราหมูกรอบ) – Thịt ba chỉ quay xào hương nhu trắng
- Phat kaphrao nuea (ผัดกะเพราเนื้อ) – Thịt bò xào hương nhu trắng
- Phat kaphrao nuea sap (ผัดกะเพราเนื้อสับ) – Thịt bò bằm xào hương nhu trắng
- Phat kaphrao lukchin (ผัดกะเพราลูกชิ้น) – Thịt bò viên xào hương nhu trắng
- Phat kaphrao kung (ผัดกะเพรากุ้ง) – Tôm xào hương nhu trắng
- Phat kaphrao pla muek (ผัดกะเพราปลาหมึก) – Mực xào hương nhu trắng
- Phat kaphrao ruam mit (ผัดกะเพรารวมมิตร) – Thịt và hải sản xào hương nhu trắng
- Phat kaphrao ruam mit thale (ผัดกะเพรารวมมิตรทะเล) – Hải sản xào hương nhu trắng
- Phat kaphrao khai yiao ma (ผัดกะเพราไข่เยี่ยวม้า) – Trứng vịt bắc thảo xào hương nhu trắng
- Phat kaphrao het (ผัดกะเพราเห็ด) – Nấm xào hương nhu trắng